# Iglesia del Pilar (Bonrepós)
La iglesia parroquial de Pilar es un templo situado en el municipio de Bonrepós y Mirambell en la comarca de la Huerta Norte perteneciente a la comunidad Valenciana. Es un Bien de Relevancia Local con identificador número 46.13.074-005.

## Descripción
Construida en la segunda mitad del siglo XVIII, destaca el esbelto campanario de tres cuerpos y cúpula. Presenta una decoración barroca con óleos sobre lienzo en óvalos dispuestos sobre los arcos de acceso a las capillas. La iluminación se obtiene mediante vitrales de factura moderna. Se conserva una cruz procesional del siglo XVIII con Lignum Crucis.

## Las Campanas
Tiene un conjunto de cuatro campanas dedicadas a Jesús, San Vicente Ferrer, San Juan y a la Virgen de Pilar.

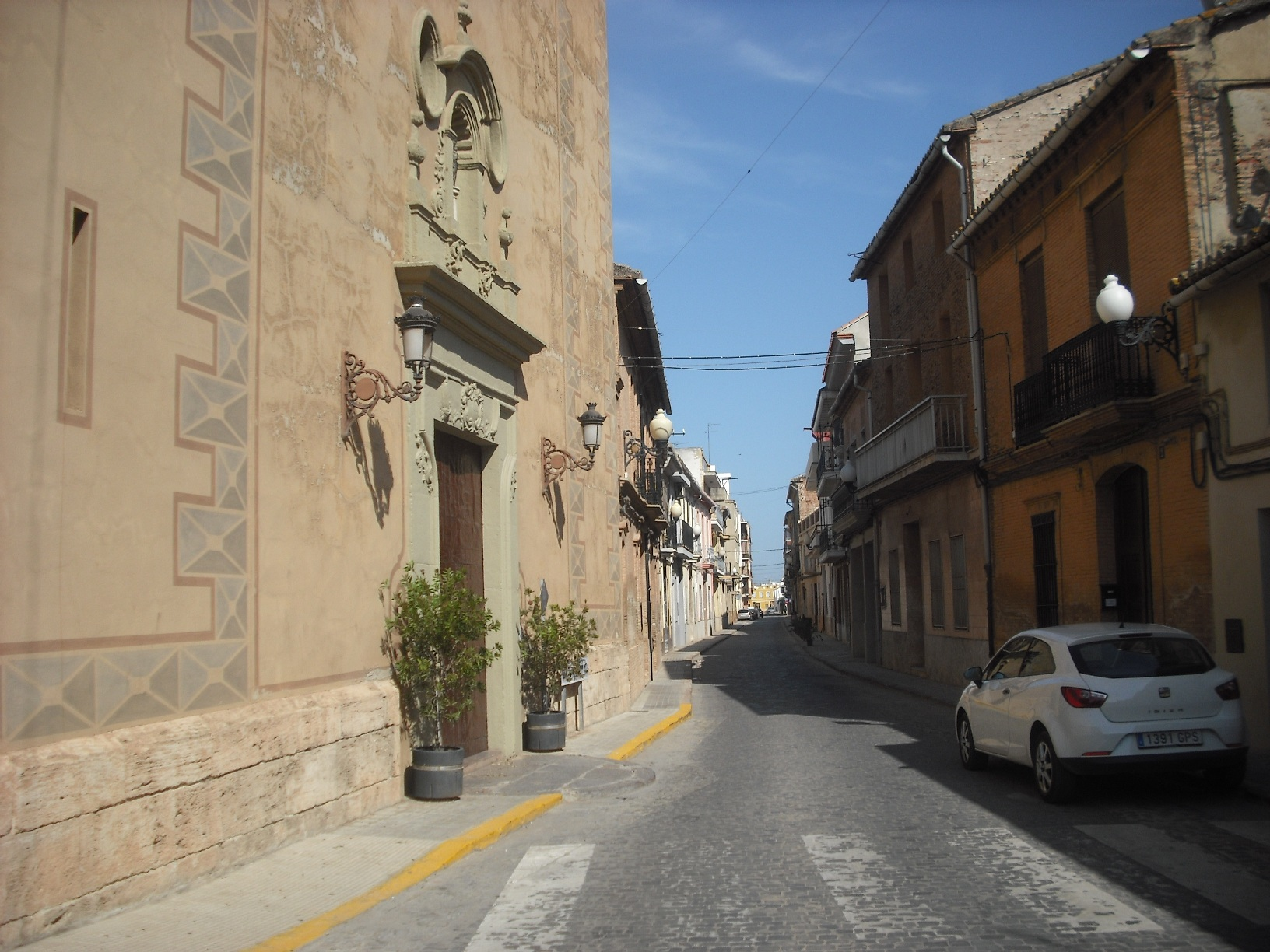
Entrada a la iglesia por la calle Mayor